# Centro de Experimentación y Producción de Música Contemporánea
El Centro de Experimentación y Producción de Música Contemporánea (Cepromusic) es un centro artístico dedicado a la música clásica contemporánea ubicado en la Ciudad de México y perteneciente al Instituto Nacional de Bellas Artes y Literatura. Este centro, además de realizar actividades educativas y formativas, cuenta con un ensamble homónimo dedicado a interpretar repertorio nacional e internacional de los siglos XX y XXI. Su director artístico actual es José Luis Castillo.

## Historia
El Cepromusic se fundó en octubre de 2012 en colaboración con el Instituto Nacional de Bellas Artes y Literatura y el Fondo Nacional para la Cultura y las Artes. En 2014 aparece su primera producción discográfica dedicada a la obra para ensamble del compositor mexicano Manuel Enríquez. En 2015 el ensamble fue invitado a participar en el festival internacional de música Contemporánea de Huddersfield interpretando obras de Víctor Ibarra, Julio Estrada, Hilda Paredes, Christian Wolff y Pierluigi Billone. En 2018 el Cepromusic participó en el prestigioso Festival de Verano de Darmstadt convirtiéndose en el primer ensamble latinoamericano en participar en este festival. Durante esta participación el ensamble interpretó obras de compositores de México y Latinoamérica. En octubre de 2022 el Cepromusic realizó el estreno en México de la ópera Orestiada del compositor Iannis Xenakis.
Tras la desaparición de los fideicomisos de la administración pública federal en 2021, la Secretaría de Cultura absorbió el Fondo Nacional Para la Cultura y las Artes, dejando al Cepromusic a cargo del Programa de Residencias Artísticas en Grupos Estables del INBAL (PRAGEI).
Desde su fundación el Cepromusic ha realizado más de 250 conciertos e interpretado más de 600 obras, de las que más de 200 han sido estrenos. Por otro lado, ha realizado residencias y colaboraciones con compositores e intérpretes como Anna Göckel, Chris Cogburn, Christian Wolff, Dafne Vicente, Irvine Arditti, James Dillon, John Butcher, Joshua Fineberg, Kaija Saariaho, Katalin Károlyi, Klaus Lang, Peter Ablinger, Sigma Project Quartet, Susan Platts, Tiffany DuMouchelle, Tony Arnold, UMS ‘n JIP y Ute Wassermann, entre otros.

## Residentes actuales del ensamble
- Gabriel Padilla (clarinete)
- Pablo Ramírez (clarinete bajo)
- José Ángel Flores (fagot)
- Alfredo Fenollosa (corno)
- Diego Velásquez (trompeta)
- Xavier Frausto (trombón)
- Juan Gabriel Hernández (percusión)
- Abraham Parra (percusión)
- Bryan Flores (percusión)
- Francisco García (piano)
- Carla Benítez (violín)
- Dirén Checa (violín)
- Juanmanuel Flores (violín)
- Eduardo Cabrera (viola)
- Diego Gutiérrez (violonchelo)
- Konstantin Evmenkin (violonchelo)
- Alejandro Hernández Motta (contrabajo)
- Juan Cáceres Avitia (tecnología)

## Residentes pasados del ensamble
- Orlando Aguilar (percusión)
- Diego Cajas (clarinete)
- Juan José García (contrabajo)
- Tania Castro (percusión)
- Luis Mora (clarinete bajo)
- Diego Morábito (flauta)
- Ventsislav Rumenov Spirov (fagot)
- Roxana Mendoza (violonchelo)
- Rafael Machado (violín)
- Alena Stryuchkova (viola)
- Rolando Cantú (oboe)
- Jeffrey Scott (corno)
- Vicente de Jesus García (trompeta)
- Iván Naranjo Rivadeneira (coordinador de tecnologías aplicadas a la creación musical)
- Henry Williams Arevalo (viola)
- Carlos Iturralde (coordinador de tecnologías aplicadas a la creación musical)

## Discografía
- 2014: Manuel Enríquez: Obras para ensamble
- 2016: Denudatio perfecta: Creación musical sobre la obra plástica de Sandra Pani
- 2018: Ese silencio que nos envuelve: Joven creación mexicana